# Олімпійська збірна Румунії з футболу
Олімпійська збірна Румунії з футболу  — футбольна збірна, яка представляє Румунію на Олімпійських іграх. Відбір гравців враховує те, що всі футболісти мають бути у віці до 23 років, окрім трьох футболістів. Команда контролюється Румунською футбольною асоціацію.

## Історія
Вперше команда взяла участь у Олімпійських іграх 1924 року, вилетівши в першому ж матчі на стадії 1/8 фіналу. Так само після одного матчу команда покинула Олімпіаду і у 1952 році. Румунія посіла п’яте місце на Олімпіаді в 1964 році, встановивши свій найкращий результат. Вчетверте збірна поїхала на Олімпійські ігри 2020 року в Токіо, де румуни не подолали груповий етап.

## Статистика виступів

### Олімпійські ігри
| Фінальний етап | Фінальний етап     | Фінальний етап     | Фінальний етап     | Фінальний етап     | Фінальний етап     | Фінальний етап     | Фінальний етап     | Фінальний етап     | Фінальний етап     | Кваліфікаційний раунд         | Кваліфікаційний раунд         | Кваліфікаційний раунд         | Кваліфікаційний раунд         | Кваліфікаційний раунд         | Кваліфікаційний раунд         | Кваліфікаційний раунд         |
| Рік            | Склад              | Тренер             | Раунд              | І                  | В                  | Н                  | П                  | ГЗ                 | ГП                 | М                             | І                             | В                             | Н                             | П                             | ГЗ                            | ГП                            |
| -------------- | ------------------ | ------------------ | ------------------ | ------------------ | ------------------ | ------------------ | ------------------ | ------------------ | ------------------ | ----------------------------- | ----------------------------- | ----------------------------- | ----------------------------- | ----------------------------- | ----------------------------- | ----------------------------- |
| 1924           | Склад              | Адріан Сучу        | 1/8 фіналу         | 1                  | 0                  | 0                  | 1                  | 0                  | 6                  |                               |                               |                               |                               |                               |                               |                               |
| 1928           | Не кваліфікувались | Не кваліфікувались | Не кваліфікувались | Не кваліфікувались | Не кваліфікувались | Не кваліфікувались | Не кваліфікувались | Не кваліфікувались | Не кваліфікувались |                               |                               |                               |                               |                               |                               |                               |
| 1936           | Не кваліфікувались | Не кваліфікувались | Не кваліфікувались | Не кваліфікувались | Не кваліфікувались | Не кваліфікувались | Не кваліфікувались | Не кваліфікувались | Не кваліфікувались |                               |                               |                               |                               |                               |                               |                               |
| 1948           | Не кваліфікувались | Не кваліфікувались | Не кваліфікувались | Не кваліфікувались | Не кваліфікувались | Не кваліфікувались | Не кваліфікувались | Не кваліфікувались | Не кваліфікувались |                               |                               |                               |                               |                               |                               |                               |
| 1952           | Склад              | Георге Попеску     | Попередній раунд   | 1                  | 0                  | 0                  | 1                  | 1                  | 2                  |                               |                               |                               |                               |                               |                               |                               |
| 1956           | Не кваліфікувались | Не кваліфікувались | Не кваліфікувались | Не кваліфікувались | Не кваліфікувались | Не кваліфікувались | Не кваліфікувались | Не кваліфікувались | Не кваліфікувались |                               |                               |                               |                               |                               |                               |                               |
| 1960           | Не кваліфікувались | Не кваліфікувались | Не кваліфікувались | Не кваліфікувались | Не кваліфікувались | Не кваліфікувались | Не кваліфікувались | Не кваліфікувались | Не кваліфікувались | 3                             | 4                             | 1                             | 1                             | 2                             | 2                             | 4                             |
| 1964           | Склад              | Сілвіу Плотештяну  | 5 місце            | 6                  | 4                  | 1                  | 1                  | 12                 | 6                  | 2 раунд                       | 5                             | 4                             | 0                             | 1                             | 10                            | 7                             |
| 1968           | Не кваліфікувались | Не кваліфікувались | Не кваліфікувались | Не кваліфікувались | Не кваліфікувались | Не кваліфікувались | Не кваліфікувались | Не кваліфікувались | Не кваліфікувались | 2 раунд                       | 2                             | 0                             | 0                             | 2                             | 0                             | 2                             |
| 1972           | Не кваліфікувались | Не кваліфікувались | Не кваліфікувались | Не кваліфікувались | Не кваліфікувались | Не кваліфікувались | Не кваліфікувались | Не кваліфікувались | Не кваліфікувались | 2                             | 2                             | 0                             | 0                             | 2                             | 3                             | 5                             |
| 1976           | Не кваліфікувались | Не кваліфікувались | Не кваліфікувались | Не кваліфікувались | Не кваліфікувались | Не кваліфікувались | Не кваліфікувались | Не кваліфікувались | Не кваліфікувались | 2                             | 4                             | 3                             | 0                             | 1                             | 9                             | 5                             |
| 1980           | Не кваліфікувались | Не кваліфікувались | Не кваліфікувались | Не кваліфікувались | Не кваліфікувались | Не кваліфікувались | Не кваліфікувались | Не кваліфікувались | Не кваліфікувались | 1 раунд                       | 2                             | 1                             | 0                             | 1                             | 2                             | 3                             |
| 1984           | Не кваліфікувались | Не кваліфікувались | Не кваліфікувались | Не кваліфікувались | Не кваліфікувались | Не кваліфікувались | Не кваліфікувались | Не кваліфікувались | Не кваліфікувались | 2                             | 6                             | 3                             | 2                             | 1                             | 7                             | 5                             |
| 1988           | Не кваліфікувались | Не кваліфікувались | Не кваліфікувались | Не кваліфікувались | Не кваліфікувались | Не кваліфікувались | Не кваліфікувались | Не кваліфікувались | Не кваліфікувались | 4                             | 8                             | 2                             | 1                             | 5                             | 5                             | 17                            |
| 1992           | Не кваліфікувались | Не кваліфікувались | Не кваліфікувались | Не кваліфікувались | Не кваліфікувались | Не кваліфікувались | Не кваліфікувались | Не кваліфікувались | Не кваліфікувались | див. Молодіжна збірна Румунії | див. Молодіжна збірна Румунії | див. Молодіжна збірна Румунії | див. Молодіжна збірна Румунії | див. Молодіжна збірна Румунії | див. Молодіжна збірна Румунії | див. Молодіжна збірна Румунії |
| 1996           | Не кваліфікувались | Не кваліфікувались | Не кваліфікувались | Не кваліфікувались | Не кваліфікувались | Не кваліфікувались | Не кваліфікувались | Не кваліфікувались | Не кваліфікувались | див. Молодіжна збірна Румунії | див. Молодіжна збірна Румунії | див. Молодіжна збірна Румунії | див. Молодіжна збірна Румунії | див. Молодіжна збірна Румунії | див. Молодіжна збірна Румунії | див. Молодіжна збірна Румунії |
| 2000           | Не кваліфікувались | Не кваліфікувались | Не кваліфікувались | Не кваліфікувались | Не кваліфікувались | Не кваліфікувались | Не кваліфікувались | Не кваліфікувались | Не кваліфікувались | див. Молодіжна збірна Румунії | див. Молодіжна збірна Румунії | див. Молодіжна збірна Румунії | див. Молодіжна збірна Румунії | див. Молодіжна збірна Румунії | див. Молодіжна збірна Румунії | див. Молодіжна збірна Румунії |
| 2004           | Не кваліфікувались | Не кваліфікувались | Не кваліфікувались | Не кваліфікувались | Не кваліфікувались | Не кваліфікувались | Не кваліфікувались | Не кваліфікувались | Не кваліфікувались | див. Молодіжна збірна Румунії | див. Молодіжна збірна Румунії | див. Молодіжна збірна Румунії | див. Молодіжна збірна Румунії | див. Молодіжна збірна Румунії | див. Молодіжна збірна Румунії | див. Молодіжна збірна Румунії |
| 2008           | Не кваліфікувались | Не кваліфікувались | Не кваліфікувались | Не кваліфікувались | Не кваліфікувались | Не кваліфікувались | Не кваліфікувались | Не кваліфікувались | Не кваліфікувались | див. Молодіжна збірна Румунії | див. Молодіжна збірна Румунії | див. Молодіжна збірна Румунії | див. Молодіжна збірна Румунії | див. Молодіжна збірна Румунії | див. Молодіжна збірна Румунії | див. Молодіжна збірна Румунії |
| 2012           | Не кваліфікувались | Не кваліфікувались | Не кваліфікувались | Не кваліфікувались | Не кваліфікувались | Не кваліфікувались | Не кваліфікувались | Не кваліфікувались | Не кваліфікувались | див. Молодіжна збірна Румунії | див. Молодіжна збірна Румунії | див. Молодіжна збірна Румунії | див. Молодіжна збірна Румунії | див. Молодіжна збірна Румунії | див. Молодіжна збірна Румунії | див. Молодіжна збірна Румунії |
| 2016           | Не кваліфікувались | Не кваліфікувались | Не кваліфікувались | Не кваліфікувались | Не кваліфікувались | Не кваліфікувались | Не кваліфікувались | Не кваліфікувались | Не кваліфікувались | див. Молодіжна збірна Румунії | див. Молодіжна збірна Румунії | див. Молодіжна збірна Румунії | див. Молодіжна збірна Румунії | див. Молодіжна збірна Румунії | див. Молодіжна збірна Румунії | див. Молодіжна збірна Румунії |
| 2020           | Склад              | Мірел Редой        | Груповий етап      | 3                  | 1                  | 1                  | 1                  | 1                  | 4                  | див. Молодіжна збірна Румунії | див. Молодіжна збірна Румунії | див. Молодіжна збірна Румунії | див. Молодіжна збірна Румунії | див. Молодіжна збірна Румунії | див. Молодіжна збірна Румунії | див. Молодіжна збірна Румунії |